# Fábián Dániel (újságíró)
Fábián Dániel (1748 körül – Szászsebes, 1830. április 29.) levéltáros, újságíró, szerkesztő.

## Élete
Táblai levéltáros volt. Cserey Elekkel szerkesztette az első erdélyi magyar hírlapot Erdélyi Magyar Hírvivő címmel, mely 1790. április 3-án Martin Hochmeister könyvnyomtató kiadásában indult meg Nagyszebenben, és hetenként kétszer járt; azon év december 16-án az 58. számmal már Kolozsváron jelent meg és 1791. január 18-án pártolás hiányában megszűnt. Elhunyt 1830-ban, 82. évében.